# 雅浦人

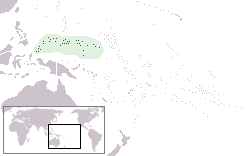
加羅林群島位置圖

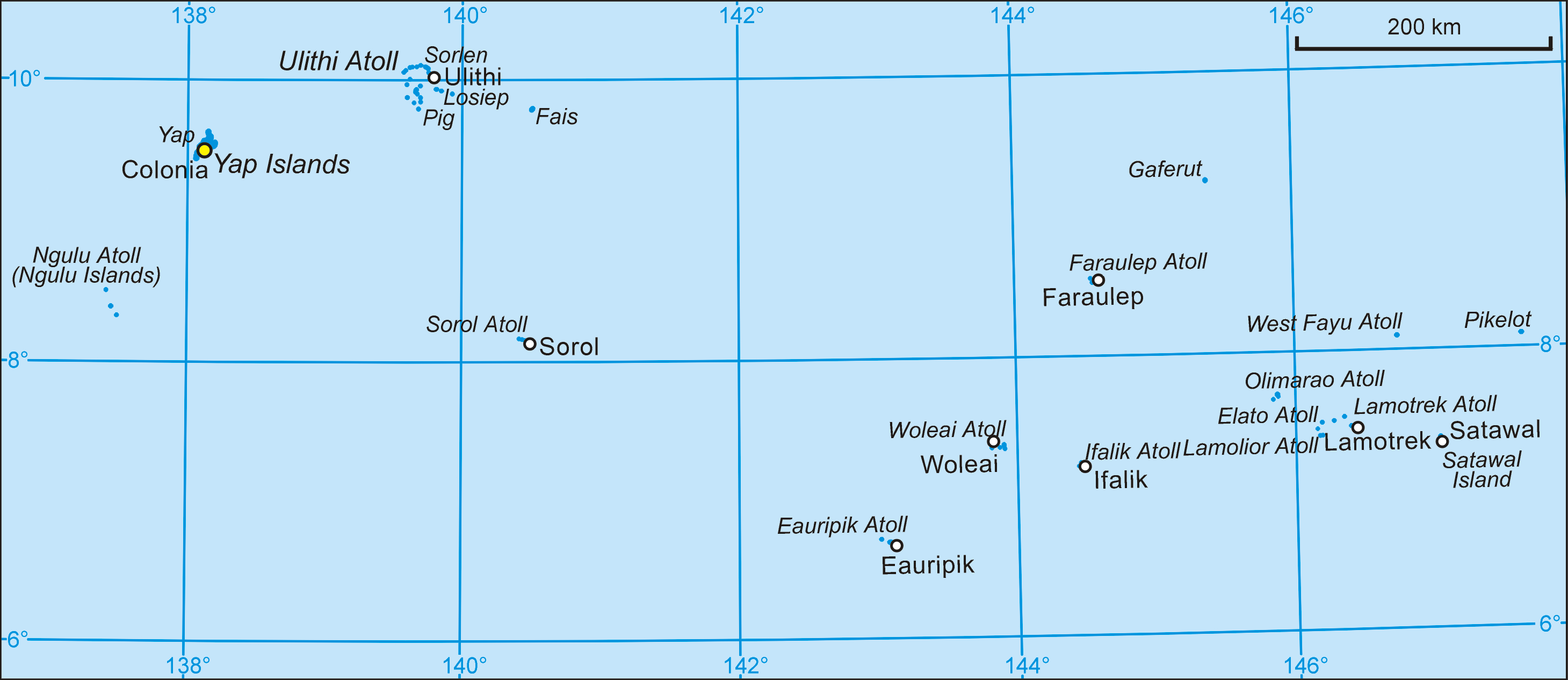
雅浦州行政區圖。

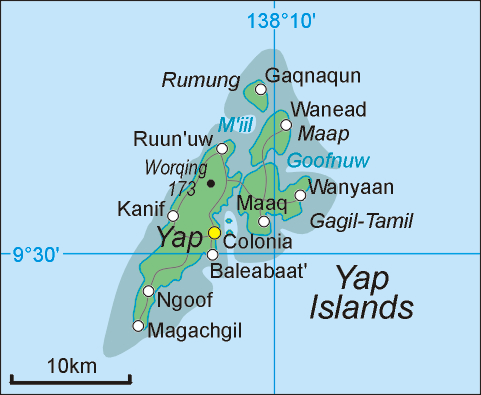
雅浦島的地圖。

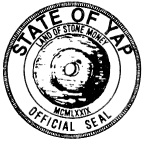
Yap State Seal

雅浦人（Yapese）是主要分佈在密克羅尼西亞聯邦雅浦島上的民族，使用本民族語言雅浦語（Yapese language ）

## 民族分佈與人口

### 人口
根據美國中央情報局所做的調查報告《世界概況》顯示，雅浦人人口約占密克羅尼西亞聯邦人口組成的5.7％(2010年的數據)，而密克羅尼西亞聯邦約有105,681人(2014年的數據)，以此兩項數居估算，雅浦人約有6000多人。

### 地理分布
雅浦人居住在密克羅尼西亞聯邦雅浦州的雅浦島上。
密克羅尼西亞聯邦一共有雅浦州、丘克州、波納佩州、科斯雷州四個行政州。而雅浦州包含了雅浦島、烏利西環礁(Ulithi )、沃萊艾環礁(Woleai)等島嶼。雅浦島座落在關島的西南方約720公里，帛琉的東北方約480公里，在西加羅林群島之中。只有出生在雅浦島，講著雅浦語的才是雅浦人。雅浦人的語言、文化和人種，有別於居住在雅浦州其他環礁上的人。

## 語言
雅浦人沒有自己的文字，講的是本民族語言雅浦語（Yapese language）。由於1920年至1945年曾受到日本的殖民，所以老一輩的雅浦人會講日語。因為英語是密克羅尼西亞聯邦的官方語言，所以年輕一輩的雅浦人則會講英語。

### 雅浦語
- 主條目：雅浦語
- 南島語系(Austronesian)

Oceanic languages分布圖。Orange is the Admiralties languages and Yapese, yellow-orange is St. Matthias, green is Western Oceanic, violet is Temotu, and the rest are Central-Eastern: dark red Southeast Solomons, blue Southern Oceanic, pink Micronesian, and ocher Fijian-Polynesian.

  - 馬來-玻里尼西亞語族(Malayo-Polynesian)
    - Oceanic languages（英语：Oceanic languages）
      - Admiralty Islands ?
        - 雅浦語
          - 方言:Nguluwan language（英语：Nguluwan language）

#### 拼寫體系
聲門閉塞音(喉塞音)是雅浦語的特色之一，同時雅浦語也保存了很多世界上僅存的聲門閉塞音(喉塞音)。雅浦語的單字開頭多是由元音組成(當然也有一些例外)，而且多是發聲門閉塞音(喉塞音)。相鄰的元音之間有聲門閉塞音。雅浦語使用拉丁文字作為書寫系統。聲門閉塞音(喉塞音)是雅浦語的特色之一，同時雅浦語也保存了很多世界上僅存的聲門閉塞音(喉塞音)。雅浦語的單字開頭多是由元音組成(當然也有一些例外)，而且多是發聲門閉塞音(喉塞音)。相鄰的元音之間有聲門閉塞音。雅浦語使用拉丁文字作為書寫系統。聲門閉塞音(喉塞音)在書寫系統上並沒有使用特別的符號來標示，直到1970年代雅浦語的書寫系統被精實以後，世界上最後一個聲門閉塞音(喉塞音)才被用重複最後一個元音字母來表示發聲門音的輔音則是用撇號來表示。在1970年代，一種使用重複母音字母來表示長母音的書寫系統被創造，而聲門閉塞音(喉塞音)也使用'q'的符號來表示。這種使用'q'的符號來表示聲門閉塞音(喉塞音)的新書寫系統，雖然並未被廣泛使用，但許多關於雅浦的文學作品和地圖都會使用其來表示地名。

#### 音韻學
有別於大部分的音節是由V組成，雅浦語的音節是CV或CVC。

##### 輔音
雅浦語是世界上相對少數具有送氣摩擦音的語言。雅浦語有送氣的輔音/pʼ tʼ kʼ θʼ/，聲門鼻音/mˀ nˀ ŋˀ/ 和邊音/jˀ wˀ lˀ/。
|        |             | 唇音  | 齒間音 | 齒槽音 | 上顎音 | 軟顎音 | 聲門音 |
| ------ | ----------- | ----- | ------ | ------ | ------ | ------ | ------ |
| 鼻音   | plain       | m     |        | n      |        | ŋ ng   |        |
| 鼻音   | glottalized | mˀ m' |        | nˀ n'  |        | ŋˀ ng' |        |
| 塞音   | plain       | p     |        | t      |        | k      | ʔ q    |
| 塞音   | ejective    | pʼ p' |        | tʼ t'  |        | kʼ k'  |        |
| 摩擦音 | 清          | f     | θ th   | s      | ʃ ch   | x g    | (h) h  |
| 摩擦音 | 濁          | β b   | ð d    |        |        |        |        |
| 摩擦音 | 送氣        |       | θʼ th' |        |        |        |        |
| 邊音   | plain       |       |        | l      | j y/j  | w      |        |
| 邊音   | glottalized |       |        | lˀ l'  | jˀ y'  | wˀ w'  |        |

##### 元音
|          | 前元音 | 前元音 | 前元音 | 前元音 | 後元音 | 後元音 | 後元音 | 後元音 |
| 不圓唇   | 不圓唇 | 圓唇   | 圓唇   | 不圓唇 | 不圓唇 | 圓唇   | 圓唇   |        |
| 短       | 長     | 短     | 長     | 短     | 長     | 短     | 長     |        |
| -------- | ------ | ------ | ------ | ------ | ------ | ------ | ------ | ------ |
| 閉元音   | ɪ i    | iː ii  |        |        |        |        | ʊ u    | ʊː uu  |
| 中元音   | ɛ e    | eː ee  | œ ö    | œː oe  | ʌ a    |        | ɔ o    | ɔː oo  |
| 次低元音 | æ ë    | æː ea  |        |        |        |        |        |        |
| 開元音   | a ä    | aː ae  |        |        |        |        | ɑː aa  |        |

## 地理環境

### 地形
雅浦島是由四個鄰近的島嶼，包圍著一個岸礁所組成。

### 氣候
雅浦島位於9° 32′ 0″ N, 138° 7′ 0″ E，屬於終年高溫多雨的熱帶雨林氣候。年均溫為27℃，年降水量在3500毫米以上。
| Yap                                                         | Yap         | Yap         | Yap         | Yap         | Yap         | Yap         | Yap         | Yap         | Yap         | Yap         | Yap         | Yap         | Yap            |
| 月份                                                        | 1月         | 2月         | 3月         | 4月         | 5月         | 6月         | 7月         | 8月         | 9月         | 10月        | 11月        | 12月        | 全年           |
| ----------------------------------------------------------- | ----------- | ----------- | ----------- | ----------- | ----------- | ----------- | ----------- | ----------- | ----------- | ----------- | ----------- | ----------- | -------------- |
| 历史最高温 °C（°F）                                         | 33 (91)     | 34 (93)     | 34 (93)     | 35 (95)     | 35 (95)     | 34 (94)     | 34 (93)     | 36 (96)     | 34 (94)     | 34 (94)     | 34 (94)     | 36 (96)     | 36 (96)        |
| 平均高温 °C（°F）                                           | 30.1 (86.2) | 30.2 (86.4) | 31.1 (88.0) | 31.2 (88.2) | 30.9 (87.6) | 30.7 (87.3) | 30.6 (87.1) | 30.8 (87.4) | 30.9 (87.6) | 30.9 (87.6) | 30.4 (86.7) | 30.7 (87.3) | 30.7 (87.3)    |
| 日均气温 °C（°F）                                           | 26.8 (80.2) | 26.9 (80.4) | 27.5 (81.5) | 27.6 (81.7) | 27.3 (81.1) | 27.1 (80.8) | 27.1 (80.8) | 27.1 (80.8) | 27.2 (81.0) | 27.3 (81.1) | 27.1 (80.8) | 27.2 (81.0) | 27.2 (81.0)    |
| 平均低温 °C（°F）                                           | 23.5 (74.3) | 23.5 (74.3) | 24.0 (75.2) | 24.1 (75.4) | 23.8 (74.8) | 23.6 (74.5) | 23.4 (74.1) | 23.4 (74.1) | 23.5 (74.3) | 23.7 (74.7) | 23.8 (74.8) | 23.7 (74.7) | 23.7 (74.7)    |
| 历史最低温 °C（°F）                                         | 19 (67)     | 19 (66)     | 19 (66)     | 19 (67)     | 18 (65)     | 19 (66)     | 18 (65)     | 19 (66)     | 19 (66)     | 17 (63)     | 18 (65)     | 17 (63)     | 17 (63)        |
| 平均降水量 mm（）                                           | 186 (7.33)  | 152 (5.98)  | 151 (5.96)  | 146 (5.76)  | 230 (9.06)  | 322 (12.69) | 369 (14.54) | 386 (15.20) | 343 (13.51) | 304 (11.97) | 230 (9.07)  | 228 (8.99)  | 3,050 (120.06) |
| 平均降水天数（≥ 1.0 mm）                                    | 16.8        | 13.4        | 13.7        | 12.6        | 17.1        | 20.2        | 21.2        | 20.9        | 19.3        | 20.1        | 18.7        | 17.6        | 211.6          |
| 平均相對濕度（％）                                          | 82          | 81          | 80          | 79          | 81          | 83          | 84          | 84          | 84          | 84          | 83          | 83          | 82             |
| 月均日照時數                                                | 210.8       | 211.9       | 251.1       | 255.0       | 244.9       | 201.0       | 189.1       | 176.7       | 180.0       | 170.5       | 192.0       | 198.4       | 2,481.4        |
| 来源1：Weatherbase                                          |             |             |             |             |             |             |             |             |             |             |             |             |                |
| 来源2：Hong Kong Observatory (sun, precipitation 1961-1990) |             |             |             |             |             |             |             |             |             |             |             |             |                |

## 歷史沿革

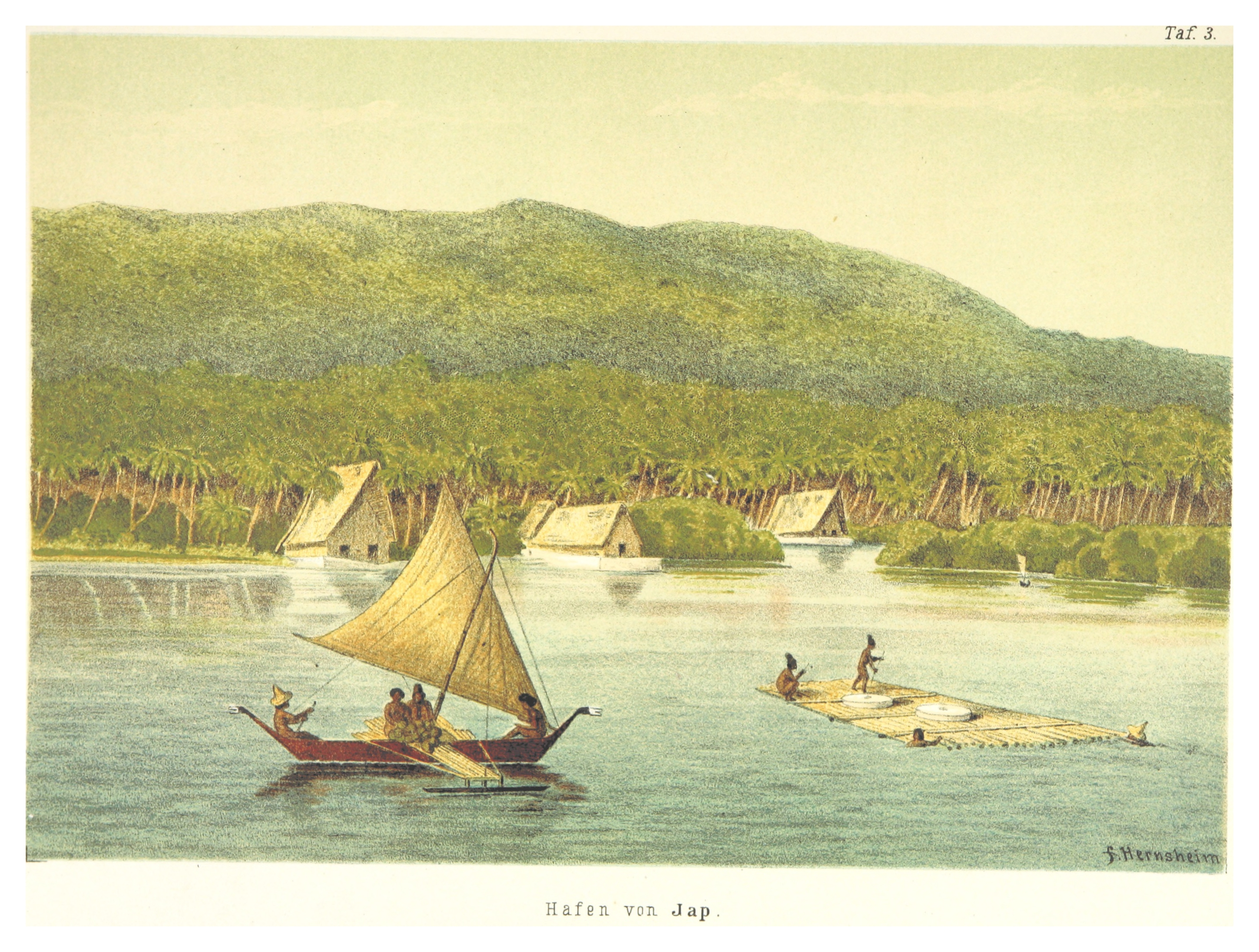
Zwei Steine erreichen die Insel Yap auf einem Floß (um 1880)

### 源起
大約距今三千五百年前，雅浦人的祖先划著獨木舟，從馬來半島、印尼群島、新幾內亞和所羅門群島移民到雅浦島定居，並漸漸發展出高度組織的部落社會。在雅浦文化的全盛時期，甚至有約有五百萬人聚集於雅浦島。

### 葡萄牙探險家登陸及德國、西班牙互相競爭時期(1525；1869~1920)
1525.10.1葡萄牙籍探險家達·羅伽(Dioga Da Rocha)率先抵達雅浦州的Ulithi島，在這裡停留了四個月，之後也發現了雅浦島，從此開啟了雅浦島對外的連結。往後一直到1920年的四百多年之間，吸引了德、西、英和美籍的二十多位探險家，和西班牙商人來此。西方勢力相繼入侵雅浦島，帶來了道路、海底電纜和無線電塔等基礎設施，卻也帶來了疾病，使得雅浦人人口驟降至六千多人。
- 1525年葡萄牙籍探險家達·羅伽(Dioga Da Rocha)抵達今天雅浦州的Ulithi島
- 1526年葡萄牙籍探險家達·羅伽(Dioga Da Rocha)發現雅浦島
- 1731年 Jan Cantova 和 Visitor Walter 來雅浦島上傳教，為雅浦人帶來了天主教的信仰
- 1800~1860年雅浦人和歐洲人從事海曑貿易
- 1869年德國人在雅浦建立了第一個永久的貿易站。直至1874年為止，貿易站佔領了3,000英畝的土地，也擁有一座棉花種植園和一座船隻維修廠
- 1872年 David Dean O'Keefe 向雅浦人展開了使用巨石貨幣來交換椰子和海曑的貿易
- 1874年西班牙宣稱擁有雅浦島的主權
- 1876年德國派遣一艘戰艦來雅浦島，為雅浦島畫製地圖，來維護自己的權益
- 1899年西班牙將雅浦島和一些其他的島嶼以450萬美元賣給了德國
- 1900~1906年疾病蔓延雅浦島，特別是在流行性感冒和痲瘋的肆虐之下，雅浦人人口從7,464人驟降至6,641人
- 1902年德國從雅浦島的每個行政區選一名男孩作為醫療人員來培訓，並且設立了許多醫療站
- 1903年德國在Tarang島附近開設了雅浦的第一間醫院
- 1909年德國招募了98名雅浦人到帛琉某處的磷酸鹽礦脈工作

### 日本殖民時期(1920~1944)
一次世界大戰期間，德國在日本日本從德國手中接收下了今天的密可羅尼西亞聯邦等地，這裡成為了國聯託管的南洋廳。日本人在二戰前持續移民至雅浦島，在這裡設農場、種甘蔗、建立海產加工廠，在日本人強勢的管理之下，雅浦人人口數剩不到三千人，為史上最低。
- 1922年雅浦人黥面的習俗被日本禁止
- 1938~1939年日本開始擴充軍備，雅浦人被迫從事許多相關的勞力工作

### 美國太平洋島嶼託管領土時期(1945~1986)
二次世界大戰後，美國從日本收中接收下南洋廳，這裡成為了聯合國太平洋島嶼託管領土的一部份。美元、美語、西方政教制度大舉入侵雅浦島。
- 1957年投票通過，商人能夠販售酒精飲料給雅浦人
- 1965年雅浦州舉行第一次普選，選舉密克羅尼西亞的議會
- 1966年雅浦島上的第一間高級中學的首屆學生畢業
- 1986.11.03美國終止託管雅浦州

### 密克羅尼西亞聯邦從美國獨立(1990~今)
密克羅尼西亞聯邦曾是美國託管領土，獨立後與美國簽立了「自由結盟公約」

## 社會、家庭與婚姻

### 社會

#### 階級制度
儘管大環境逐漸西化，階級制度依舊隱約規範著雅浦人的生活。各村落酋長，在現代選舉的政治架構中，仍能有力地揮出實權。

#### 社會控制
在傳統的雅浦社會裡，調解委員會中的長者掌握社會控制的權力，透過罰金系統和首領調解的方式，來化解家族之間的衝突。在當代，州際法庭在裁判雅浦人的爭端中扮演了重要的角色，取代了過去村中長者來調解衝突的制度。

### 家庭
在雅浦的社會裡，一起吃飯的一群人組成一個「TABINAW」。這群人通常是由一個核心家庭組成，丈夫和妻子在勞動和料理家務(包含照顧小孩們)的職責上有互補性的分工。一對新婚的夫妻將會暫時加入丈夫父親的「TABINAW」，直到他們建立自己的家園，並且建立一個可以睡覺和煮飯的房子。

### 婚姻
雅浦人認為跟自己的親屬結婚是不適當的。年輕的雅浦人通常有權選擇自己的伴侶，而且在建立一段永久的關係之前(在雅浦人的認知裡，永久的關係是生育孩子的那段婚姻)，多數的雅浦人會有一到兩次的試婚。雅浦的父母比較喜歡自己的子女以同村莊的人或同地位的村莊的人為結婚對象。然而，隨著雅浦島上高級中學的建立和巴士等運輸系統越來越發達，很多雅浦人與不同村莊的人或雅浦島上其他區域的人結婚。普遍來說，雅浦人的居處法則是從父居。一對雅浦夫妻會居住在丈夫的家庭裡，並且長久地居住在丈夫家所屬的村莊裡。離婚在雅浦社會是常見的，經過夫妻雙方同意後生效。離婚後，妻子會回到自己的原生家庭，留下孩子和財產給丈夫。

#### 繼嗣
雅浦的父親們將他們所擁有的土地留給兒子們，並且依照兒子們的需要及年齡來分配。長子有權繼承房產，一旦父親去世，便將肩負起領導弟弟們的責任；或者是他的任一弟弟去世，就必須幫忙照顧其的家庭。其他的兒子們亦會取得一部份的房產，供他們自己的家室居住。女兒們雖然無法繼承家裡的土地，但在離婚之後，便可從家中獲得一些財產，來協助生計。父母會提供一些生活費給成年且未出嫁的女兒和離婚的女兒。

##### 土地權屬
土地、鹹水湖、漁業和農業資源的所有權及治理村莊權利的都是由繼嗣群體中的男性所共同掌握。首領(首領的繼承權是根據輩分和資歷來決定的。)會與較年輕的男性成員協調來分配上述那些權利，好讓他們掌握足夠的資源來扶養自己的妻兒。

#### 親屬稱謂系統
在傳統的雅浦社會中，使用的是克羅型（Crow kinship）親屬稱謂系統。隨著社會結構的改變，在年輕一輩的世代中，夏威夷型（Hawaiian kinship）親屬稱謂系統漸漸成為主要使用的親屬稱謂系統。

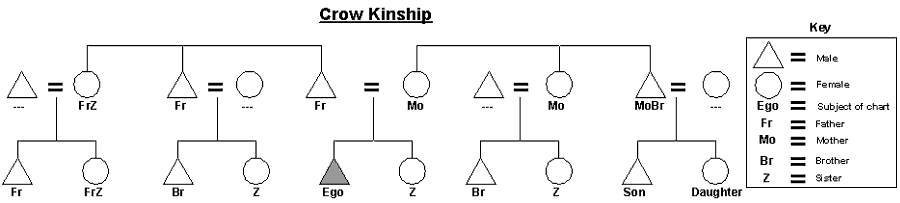
克羅型親屬稱謂系統

夏威夷型親屬稱謂系統

### 建築類型
雅浦有「tabnuw」、「faluw」和「pebay」三種傳統建築。「tabnuw」是家屋，有著乾燥棕梠葉做成的屋頂。家屋內，有一個沒有廁所的開放式房間。廚房則是獨立在家屋外的建築。「faluw」是屬於男人的地方。「pebay」則是三種建築中最大的，能夠提供大家一起學習、跳舞和開會的空間。所以有的建築都必須得到許可才能進入

## 產業與生活

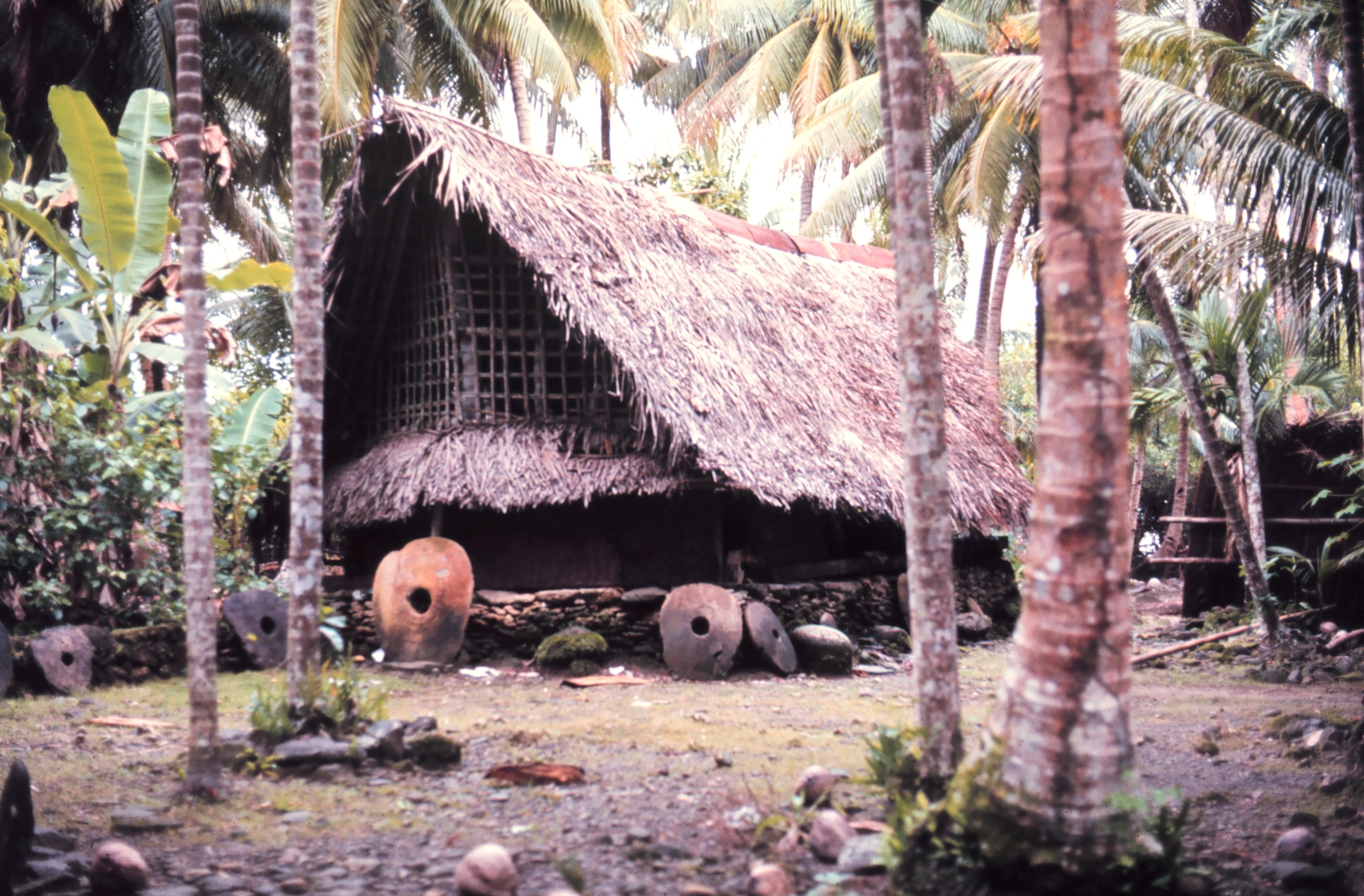
Steingeld neben einer traditionellen Behausung auf der Insel Yap

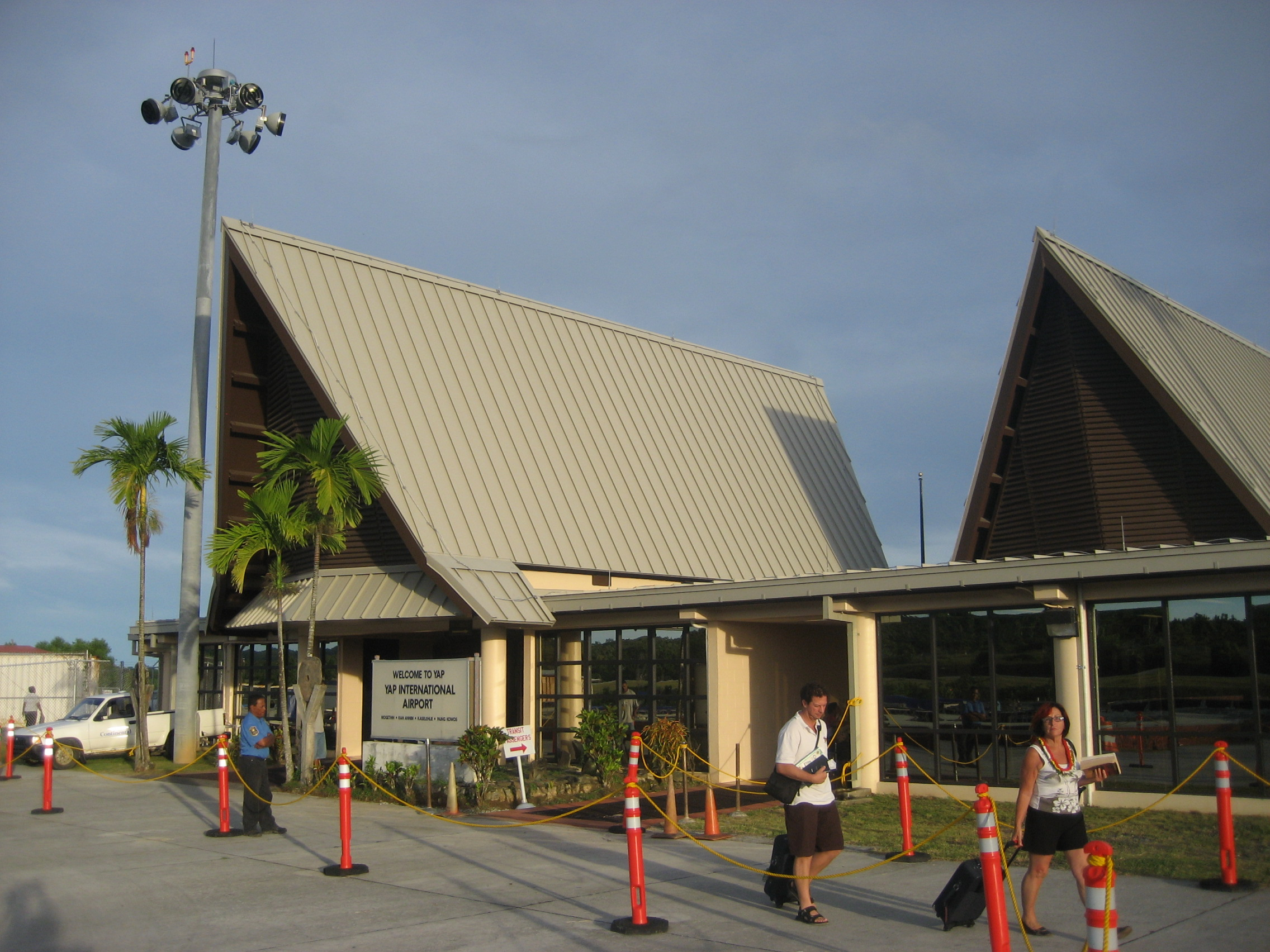
雅浦島國際機場外觀

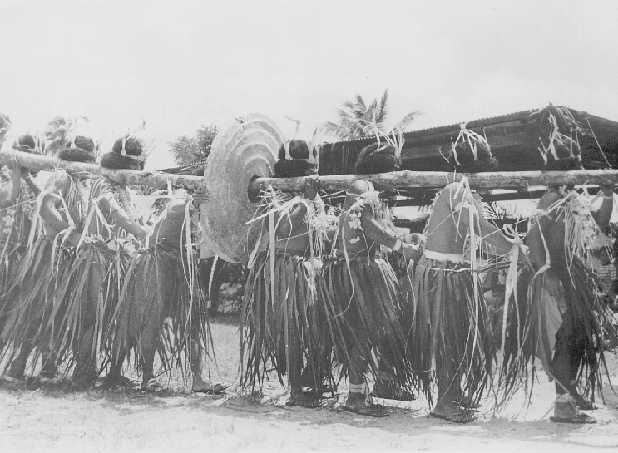
搬運巨石貨幣的雅浦人

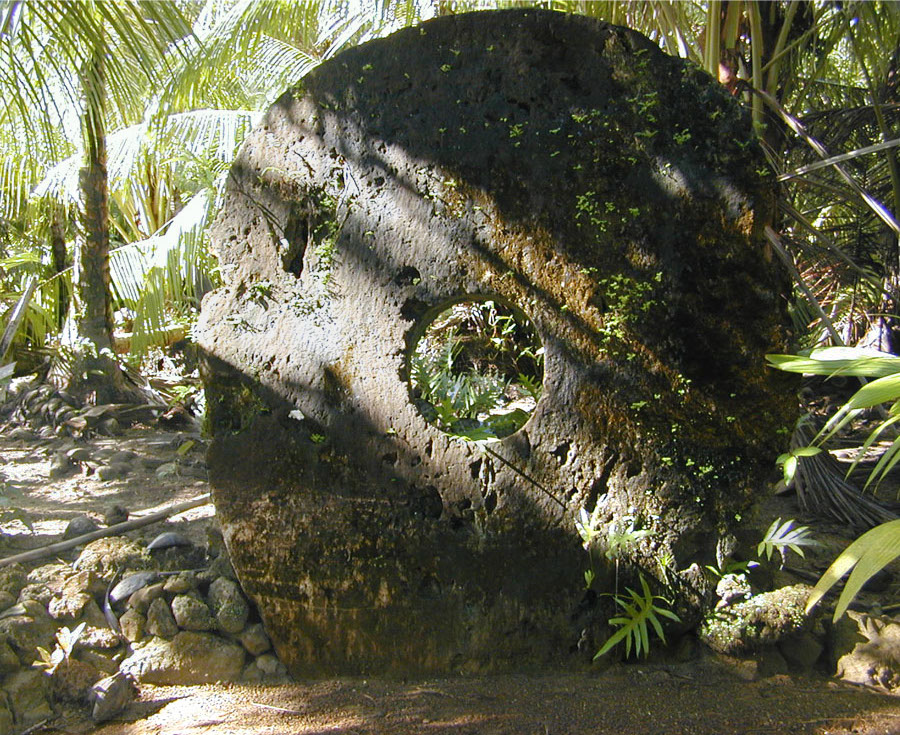
巨石貨幣

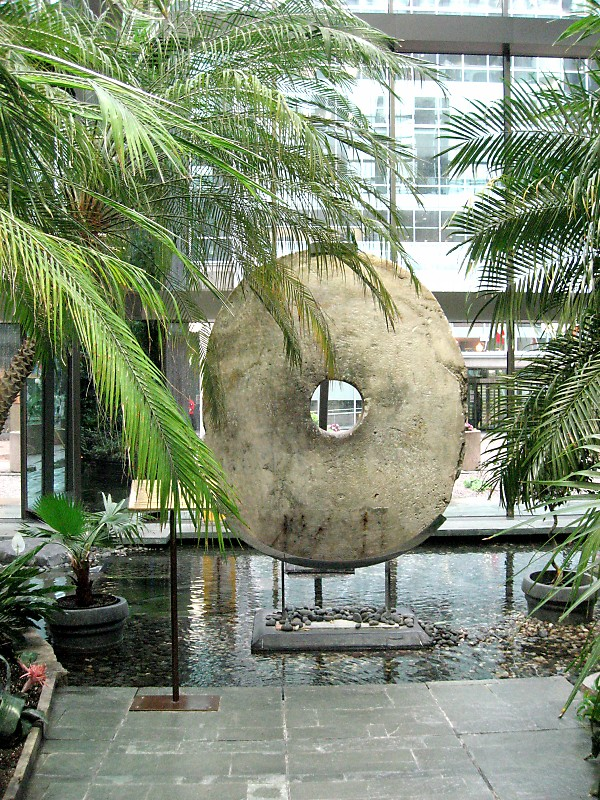
加拿大渥太華貨幣博物館所展示的巨石貨幣

### 產業
雅浦人的傳統產業以漁業為主，農業為輔，並且依照性別分工。現今，「Compact of Free Association」允許雅浦人向外移民，在海外工作，然後再寄資金回家養家。除此之外，大量的政府機關職缺也是主要的工作管道來源之一。

#### 農業
由女子從事，在沼澤地種植芋頭，在田園種植地瓜椰子等作物，芋頭是雅浦人的主食．

#### 漁業
由男子從事（但男性的雅浦人也會幫助他們的妻子們或姊妹們打理家園），除了出海捕魚外，也在近海搭建石滬，使用魚槍捕魚。男子出海捕魚前會聚會於男人會館。男子捕到的珊瑚魚供應了雅浦人飲食中主要的蛋白質來源．從事藍領階級工作的雅浦男性則會購買魚罐頭和肉罐頭來供應家中飲食的蛋白質來源。

#### 商業活動
一些農夫會種植椰子當作經濟作物，少數商人會養殖雞、豬等動物來從事家禽和家畜的買賣。「MIRAB經濟」[M代表移民(migration)；R代表匯款(remittances)；A代表接濟(aid)；B代表官僚制度(bureaucracy)]替當地的經濟注入了不少資金，刺激當地商業活動的發展。

#### 旅遊業
是雅浦州的新興產業，大約在2009年後開始發展，以水上活動及雅浦人的文化為發展方向。

### 生活

#### 巨石貨幣
- 主條目：雅浦島石幣

#### 服飾
傳統服飾為男子著丁字褲；女子袒胸，僅著紅黃綠藍相間的及膝草裙。現衣著已西化。

#### 刺青
使用煤煙紋身，主要有兩種圖案類型:「Yol」代表高社會地位，「Gachow」則是戰功彪炳的象徵。

## 信仰與節日

### 信仰

#### 宗教信仰
現今雅浦社會主要信仰Catholic Christianity，雅浦島上每個重要的區域都會有教堂，人們也會定期聚會於教堂。第一位成為牧師的雅浦人，正式在1980年代中期被授予聖職。Deacons(執事、會吏，某些基督教教會的神職人員，地位僅低於牧師、神父)在每個地區的教堂裡規劃活動並經營教堂。除此之外，島嶼上也有一些新教徒和其他信奉其他基督教派的人。儘管受到將近一個世紀的基督宗教信仰影響，泛靈信仰和巫術仍然存在於雅浦人的文化中。大多數的雅浦人畏懼鬼魂，並且會使用巫術來維持健康或確保他們的工作不會被鬼魂威脅。雅浦人將他們的傳統世界分成靈和人類兩個部分。女性的靈會居住在海上，對漁夫的生命和工作產生威脅；男性的靈會居住在陸地上，對家庭生計和女性從事的農業產量產生威脅。有些雅浦人仍然遵從著在航海和農業上的禁忌及保護航海和農業免於靈的侵擾的儀式。

#### 宗教執業者
在傳統的雅浦村莊裡，巫師們協助人民，解決了他們對於建造房子、捕魚、種植作物和戰爭的不確定性的不安，成為他們心靈上的慰藉。現今，這些巫師幾乎已經被遺忘，人們轉向當地的deacons(執事、會吏，某些基督教教會的神職人員，地位僅低於牧師、神父)、天主教教堂裡的牧師和雅浦島當地醫院裡的心理醫生尋求協助。除此之外，在健康照護方面，大部分的雅浦人多已倚賴現代醫學，只剩下少數人還依賴民俗療法。

#### 生命禮儀
葬禮是雅浦人生命儀禮中最重要的一環。只要有親戚過世，即使是遠住在其他島上的遠親也會來參加喪禮。每個來參加喪禮的人會帶著香菸、食物、錢或酒等禮物，對喪家提供一些物質上的資助。喪家整理好往生者的大體並且會等待三天，好讓住在遠方的親友能來得及前來送別。喪禮流程還包括了基督宗教喪葬儀式，遺體會在教堂的焚化廠或者是祖傳的地點被以火葬的方式處理。大約在火葬結束的一個月之後，喪家會舉辦一場大型的宴會，來回饋前來參加喪禮的親友。喪禮和緊接在後的宴會，可以說是重建了平時分散在各地的親戚彼此之間的連結。

### 節日

#### Yap Day
Yap Day在每年的三月一到三月二號，是雅浦島上最盛大的文化慶典

#### Homecoming Festival
Homecoming Festival在每年的六月

#### Canoe Festival
Canoe Festival在每年的十一月，是年度的傳統航海系列活動和文化慶典

## 藝術與文學

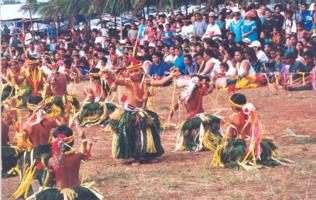
Yapese women dancers in traditional dress celebrating Yap Day

雅浦文化的藝術中，成就最高的非舞蹈莫屬。

### 舞蹈
舞蹈的內容是以雅浦的傳說故事和口說歷史為主，通常是與獨木舟、征服領土和宗教盛事有關的故事。雅浦的舞蹈有：坐舞(Sitting)、站舞(Standing)、行舞(Marching)和竹竿舞(Bamboo)四種形式。傳統上，男女不能一起跳同一支舞，但在近幾年，男人和女人已經表演竹竿舞(Bamboo)了。竹竿舞(Bamboo)和站舞(Standing) 相當耗費體力，通常是年輕的雅浦人跳的舞蹈。雅浦人在年紀很小的時候就開始學習舞蹈，並且會一直跳到五十歲，因為那時候的舞蹈需更多流暢的動作，繼續跳下去的話需要更高的難度。 
「Gaslew」是專門給男人看的舞蹈，因為內容涉及情色，所以禁止女人觀看；「Tayor」是一種已經不常表演的舞蹈，其中，由女人在多村聯合慶典上表演的叫做「Guywol」。在「Guywol」中，女人們可能會向主辦村要求任何主辦村裡有的東西，如：食物、巨石貨幣，甚至是獨木舟，而主辦村也必須慷慨地供應。

### 工藝美術
雅浦人所使用最原始的工具包括貝殼製的斧頭、竹子製成的刀和由紅樹林植物做成的，用來挖掘東西的棒子。如今，當代的雅浦人已經使用鋼鐵做的斧頭和刀子來從事日常生活中的生產活動。用椰子殼做成的扁索幾乎被應用在日常生活中的每一項建築工程當中，像是斧頭的刀片、房子的樑柱、獨木舟的船桅、捕魚的魚叉和覆蓋著茅草的屋頂當中的每一個零件，都是用椰子殼做成的扁索來綁在一起的。需要一定製作技術的工藝家包括獨木舟的建築師和房子的建築師
建造獨木舟的技術幾乎已經在雅浦人的當代社會中失傳，但建造住屋的專家仍然持續在當代雅浦社會中扮演著重要的角色。

## 現況

### 貝屈牙文化村
雅浦北部濱海的貝屈牙文化村。「文化村」一事，為酋長塔瑪的構想，為的是保存並傳承雅浦的傳統文化。現在，貝屈牙文化村保存了相當完整的雅浦文化，吸引許多外地人前來。

### 醫療
在過去，雅浦社會中並沒有專精於醫療的執業者。在每個家庭中，通曉巫術，能夠控制天氣、戰爭或漁業的人，也會掌握關於健康及疾病方面的知識。這些巫師通常都是靠著替病人治病或預防疾病的成效來得到聲望，鞏固自己的地位。現今，已經很少雅浦人仰賴草藥，大多數雅浦人生病時，會向當地的醫院就醫。